# Uroš Plavšić
Uroš Plavšić, né le 22 décembre 1998 à Čačak, est un joueur professionnel serbe de basket-ball évoluant au poste de pivot.

## Carrière

### Début et carrière en université américaine
Uroš Plavšić grandit dans la ville d’Ivanjica en Serbie. Il joue pour l’équipe junior du Mega Basket et fait partie de leur formation senior au milieu de la saison 2015-2016 à seulement 17 ans.
Plavšić fait ses débuts professionnels pour le KK Smederevo 1953 (en) de la Ligue de basket-ball de Serbie (KLS) durant la saison 2016-2017 et marque en moyenne 4,5 points, prend 2,4 rebonds et fait 0,5 passe décisive par match. Il est le coéquipier de Goga Bitadze.
En octobre 2017, il déménage à Chattanooga, dans le Tennessee (États-Unis) et s'inscrit à la Hamilton Heights Christian Academy, un lycée où il        marque en moyenne 9,6 points et prend 7,5 rebonds par match.
Après son expérience au lycée, Plavšić s'engage verbalement auprès des Vikings de Cleveland State (en) de l'université d'État de Cleveland, puis change son engagement pour les Sun Devils d'Arizona State pour la saison 2018-2019.
En 2019, il obtient son transfert dans l'équipe universitaire des Volunteers du Tennessee. Au cours de sa dernière année, Plavšić marque en moyenne 4,9 points et prend 3,4 rebonds par match. Plavšić est connu pour être un trash-talker sur le terrain.
En avril 2023, il s'inscrit à la draft 2023 de la NBA mais il n'est pas drafté.
Il participe à la NBA Summer League 2023 avec les Hawks d'Atlanta.

### Retour en Europe (depuis 2023)
Après son aventure américaine, il revient en Europe et en août 2023, il s'engage avec son club formateur du Mega Basket et retrouve ainsi le championnat serbe. Il dispute 25 matchs de saisons régulière avec des moyennes par match de 15,7 points et 7,8 rebonds.
En juin 2024, il s'engage pour trois saisons avec l'Étoile rouge de Belgrade, toujours dans le championnat serbe. Fin décembre 2024, il part en prêt au Beşiktaş JK pour le reste de la saison après avoir joué 9 matchs de championnat pour 6,2 points et 3 rebonds en 13,6 minutes et 10 matchs d'EuroLigue pour 5,2 points et 2,7 rebonds en 11 minutes de jeu en moyenne avec Belgrade.
En juillet 2025, il revient à l'Étoile rouge de Belgrade après avoir disputé 29 matchs du championnat turc pour 6,1 points et 4,2 rebonds, ainsi que 6 matchs d'EuroCup pour 8,3 points et 4,3 rebonds par match.

### En équipe nationale
En juillet 2024, il est sélectionné avec l'équipe de Serbie pour participer au Jeux olympiques de Paris 2024. Il atteint les demies-finales face aux États-Unis où la Serbie est proche de l'exploit mais finit par s'incliner 91 à 95 face aux américains. Les serbes s'imposent 93 à 83 face à l'Allemagne dans la petite finale et remporte la médaille de bronze.

## Statistiques

### En universitaire
Les statistiques par match d'Uroš Plavšić en universitaire sont les suivantes : 
| Saison    | Équipe    | Matchs | Titul. | Min./m | % Tir | % 3pts | % LF | Rbds/m. | Pass/m. | Int/m. | Ctr/m. | Pts/m. |
| --------- | --------- | ------ | ------ | ------ | ----- | ------ | ---- | ------- | ------- | ------ | ------ | ------ |
| 2019-2020 | Tennessee | 16     | 3      | 7,3    | 42,1  | 0      | 66,7 | 0,9     | 0,2     | 0,0    | 0      | 2,6    |
| 2020-2021 | Tennessee | 16     | 1      | 4,4    | 46,7  | 0      | 40,0 | 1,1     | 0,3     | 0,1    | 0,2    | 1,1    |
| 2021-2022 | Tennessee | 35     | 21     | 14,1   | 57,3  | 0      | 55,6 | 4,0     | 0,5     | 0,4    | 0,2    | 4,2    |
| 2022-2023 | Tennessee | 34     | 20     | 13,6   | 63,6  | 0      | 34,0 | 3,4     | 0,7     | 0,4    | 0,3    | 4,9    |
| Total     | Total     | 101    | 45     | 11,3   | 57,3  | 0      | 47,0 | 2,8     | 0,5     | 0,3    | 0,2    | 3,7    |

## Palmarès et distinctions
- Médaille de bronze aux Jeux olympiques de 2024.